# Marokkaanse frank

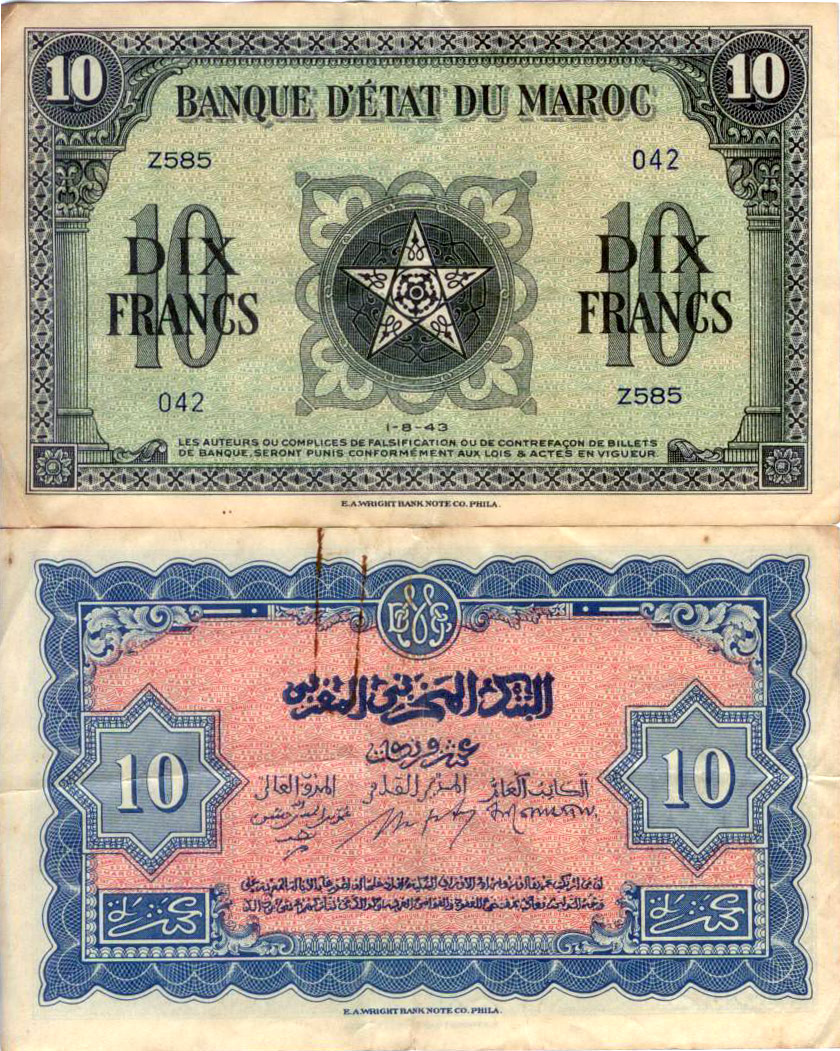
Biljetten van 10 frank (1943)

De Marokkaanse frank was de munteenheid van Frans Marokko vanaf 1921. Het werd de munteenheid van heel Marokko in 1957 en circuleerde tot 1974. Het was verdeeld in 100 centimes.

## Geschiedenis
Voor de Eerste Wereldoorlog was de Marokkaanse rial 5 Franse frank waard. Na de oorlog daalde de waarde van de frank echter zodanig dat toen de frank de rial verving, deze 10 frank = 1 rial bedroeg. De Marokkaanse frank was in waarde gelijk aan de Franse frank. Toen Spaans Marokko verenigd werd met de rest van Marokko, verving de frank de Spaanse peseta tegen een koers van 1 peseta = 10 frank. In 1960 werd de Marokkaanse dirham geïntroduceerd. Het werd onderverdeeld in 100 frank. De frank werd in 1974 vervangen als de onderverdeling van de dirham door de centime.

## Munten
In 1921 werden onder het bewind van sultan Youssouf munten geïntroduceerd in coupures van 25 en 50 centimes en 1 frank. De 25 centimes is een cupro-nikkel munt met gaatjes en wordt geleverd met drie soorten muntmeestertekens: geen muntmeesterteken, geslagen in 1921 in Parijs, bliksemschicht muntmeesterteken geslagen in 1924 in Poissy, en bliksemschicht en fakkel muntmeestertekens geslagen in 1924 in Poissy . De 50 centimes en frank werden beide geslagen in 1921 in Parijs en in 1924 in Poissy met het bliksemschicht muntmeesterteken. In 1928, onder het bewind van sultan Mohammed V, werden zilveren munten van 5, 10 en 20 frank geïntroduceerd. Deze munten, en alle volgende munten, zijn geslagen in Parijs. Tussen 1945 en 1947 werden aluminium-bronzen munten van 50 centimes, 1, 2 en 5 frank en cupro-nikkel 10 en 20 frank munten uitgegeven. Tussen 1951 en 1953 volgde nog een nieuwe muntslag in coupures van 1, 2 en 5 frank in aluminium, 10, 20 en 50 frank in aluminiumbrons en zilver 100 en 200 frank. Zilveren munten van 500 frank werden uitgegeven in 1956. De munten van 1, 2, 5, 10, 20 en 50 frank uit 1951 en 1952 werden zonder datumwijziging geslagen tot 1974, toen ze werden vervangen door de santim. Zeldzaamheden in deze tijd zijn onder meer KM # 51a, de AH1371 munt van 50 frank in goud (deze werd normaal gesproken geslagen in aluminium-brons.) Een andere grote zeldzaamheid is KM # A54, een AH1370 munt van 100 frank geslagen in zilver. Krause zegt dat er 10 miljoen van deze munten zijn geslagen, maar bijna allemaal zijn gesmolten. Tegenwoordig zijn er slechts 100 bekend. (volgens de wereldcatalogus Krause Mishler) Alle munten zijn gemakkelijk te herkennen als munten uit de Frans-Marokkaanse periode door de aanwezigheid van de legende "Empire Cherifien" of de legende "Maroc". Alle munten hebben de ene of de andere legende, en vaak beide. Alle munten hebben ook een pentagram- of hexagramvorm van het zegel van Salomo die prominent aanwezig is in de apparaten, en soms beide.

## Bankbiljetten
De eerste Marokkaanse bankbiljetten in franken werden uitgegeven tussen 1910 en 1917 en luidden ook in rial. Denominaties waren voor 20 frank (4 rial) en 100 frank (20 rial). Hoewel de frank de rial pas in 1921 verving, werden vanaf 1919 biljetten in franken uitgegeven. Dat jaar werden nooduitgiftes gedaan in coupures van 25 en 50 centimes, 1 en 2 frank. Tussen 1919 en 1923 werden reguliere uitgiften van de Staatsbank van Marokko geïntroduceerd in coupures van 5, 10, 20, 50, 100, 500 en 1000 frank. In 1938 verschenen bankbiljetten van 5000 frank. In 1944 werden nog meer nooduitgiften gedaan voor 50 centimes, 1 en 2 frank. Na de Tweede Wereldoorlog werd tussen 1949 en 1953 een laatste uitgifte door de Staatsbank geïntroduceerd in coupures van 50, 100, 500, 1000, 5000 en 10.000 frank.